# بورن آوت (فلم)
بورن آوت هو فيلم دراما مغربي صدر سنة 2017، من كتابة وإخراج نور الدين الخماري، وبطولة كل من أنس الباز، ومرجانة العلوي، وسارة بيرلس، وإدريس الروخ، وفاطمة الزهراء الجوهري، وإلياس الجيهاني. يُسلِّط الفيلم الضوء على عدد من النماذج المجتمعية لبعض الشخصيات في مدينة الدار البيضاء، للحديث عن الفوارق الطبقية، وعدد من الظواهر الاجتماعية، مثل الإجهاض، والدعارة، والمخدرات، والعجز جنسي، والتناقض في القيم، وفساد رجال المجتمع الراقي.
تم اختياره لتمثيل المغرب في فئة «جائزة الأوسكار لأفضل فيلم بلغة أجنبية» في حفل توزيع جوائز الأوسكار الحادي والتسعون.
وبهذا الفيلم، يكون الخماري قد أكمل ثُلاثيته التي بدأت مع فيلم كازانيكرا (2008) والزيرو (2012).

## القصة
يحكي الفيلم قصة البطل «جاد» (40 سنة)، رئيس مقاولة ينتمي إلى فئة اجتماعية ميسورة، لكنه غير سعيد في حياته الزوجية، وفاشل في مهنته وفي علاقاته الاجتماعية.
كما يتطرق الفيلم إلى علاقة البطل بطفل فقير «أيوب» (13 سنة) يعمل ماسح أحذية، كل همه في الحياة هو شراء رجل اصطناعية لوالدته المعاقة.

## طاقم التمثيل
- أنس الباز بدور جاد
- مرجانة العلوي بدور إيناس
- سارة بيرلس بدور عايدة
- إدريس الروخ بدور فريدي
- فاطمة الزهراء الجوهري بدور سمية
- إلياس الجيهاني بدور أيوب
- السعدية لديب بدور ربيعة
- كريم السعيدي بدور الغزالي
- محمد الخياري بدور الروندا
- أيوب اليوسفي بدور مهدي
- صلاح ديزان بدور السندالي
- سلوى زرهان بدور أحلام
- شفيق بيسبيس بدور الرجل المتشرد
- فاطمة هراندي
- دون بيغ

## روابط خارجية
- مقالات تستعمل روابط فنية بلا صلة مع ويكي بيانات
- بورن آوت على موقع المركز السينمائي المغربي